# Daniel Chamier

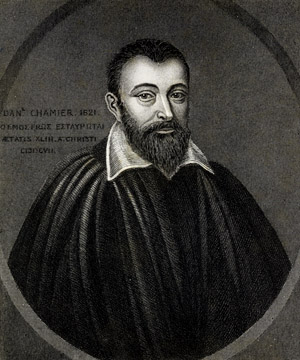
Chamier 1621

Daniel Chamier (* 1565 auf Schloss Le Mont bei Mocas in der Dauphiné; † 17. Oktober 1621 in Montauban) war ein reformierter Theologe aus Frankreich.
Chamier war der Sohn eines Hugenottenpastors. Er studierte an der Genfer Akademie und übernahm etwa 1595 das Pfarramt seines Vaters in Montélimar. Ab 1596 war er Abgeordneter der reformierten Nationalsynoden und nahm an den konfessionellen Verhandlungen, unter anderem an der Ausarbeitung des Edikts von Nantes teil. 1603 war er Präsident der Nationalsynode von Gap.
Seit 1612 war er Professor an der Theologischen Akademie in Montauban und fiel bei der Belagerung dieser Stadt 1621 auf den Wällen.

## Schriften
- Dispute de la vocation des ministres de l’Église réformée, La Rochelle 1589
- Epistolae jesuiticae, Genf 1599
- La Confusion des disputes papistes, Genf 1600
- Disputatio scholastico-theologica de aecumenico pontifice, Genf 1601
- La Honte de Babylone, Sedan 1612
- La Jésuitomanie, Montauban 1618
- Panstratiae catholicae sive controversiarum de religione adversus pontificios corpus, 4 Bde., Genf 1626–30, Frankfurt 1627
- Corpus theologicum seu Loci communes theologici, Genf 1653
- Journal du voyage de M. D. Chamier a Paris et a la cour de Henri IV. en 1607 (Hg. C. Read, Paris 1858)